# Антоніо Хесус Васкес Муньйос
Антоніо Хесус Васкес Муньйос (ісп. Antonio Jesús Vázquez Muñoz, нар. 18 січня 1980, Санта-Олалья-дель-Кала) — іспанський футболіст, що грав на позиції півзахисника.

## Ігрова кар'єра
Народився 18 січня 1980 року в Санта-Олалья-дель-Кала. Вихованець системи підготовки гравців клубу «Екстремадура». У дорослому футболі дебютував 1999 року виступами за головну команду рідного клубу, в якій провів три сезони, взявши участь у 74 матчах на рівні Сегунди.
Згодом протягом 2002—2006 років також на рівні другого іспанського дивізіону захищав кольори клубу «Тенерифе», після чого був запррошений до вищолігового «Рекреатіво». У команді з Уельви також відразу став стабільним гравцем основного складу, відіграв за неї наступні три сезони у Ла-Лізі, а згодом ще два сезони у другому дивізіоні.
2011 року перейшов до «Депортіво» (Ла-Корунья), де був гравцем ротації команди, яка в сезоні 2011/12 підвищилася в класі до найвищого дивізіону, і наступного сезону змагалася у Ла-Лізі.
Влітку 2013 року Хесус повернувся до на той час вже друголігового «Рекреатіво», де за чотири роки і завершив ігрову кар'єру, провівши по два сезони у другому і третьому дивізіонах першості Іспанії.